# Communauté de communes Aune et Loir
Pour les articles homonymes, voir Aune et Loir.
La communauté de communes Aune et Loir est une ancienne communauté de communes française, située dans le département de la Sarthe et la région Pays de la Loire.

## Histoire
La communauté de communes Aune et Loir est créée par arrêté préfectoral le 29 décembre 1995. Regroupant six communes du canton de Mayet, elle entre en fonction le 1er janvier 1996.
Elle fusionne au 1er janvier 2017 avec les communautés de communes du canton de Pontvallain et du Bassin ludois pour former la communauté de communes Sud Sarthe.

## Composition
La communauté regroupait six communes :
1. Aubigné-Racan
2. Coulongé
3. Mayet
4. Sarcé
5. Vaas
6. Verneil-le-Chétif

## Administration
| Période      | Période       | Identité            | Étiquette | Qualité               |
| ------------ | ------------- | ------------------- | --------- | --------------------- |
| avant 2005   | juillet 2014  | Michel Royer        |           | Maire d'Aubigné-Racan |
| octobre 2014 | décembre 2016 | Jean-Paul Beaudouin |           | Maire de Mayet        |